# Daphniphyllum scortechinii
Daphniphyllum scortechinii är en tvåhjärtbladig växtart som beskrevs av Joseph Dalton Hooker. Daphniphyllum scortechinii ingår i släktet Daphniphyllum och familjen Daphniphyllaceae. Inga underarter finns listade i Catalogue of Life.